# Zamach w Boosaaso
Zamach bombowy w Boosaaso w Somalii miał miejsce 5 lutego 2008 roku. W wyniku dwóch eksplozji zginęło 25 etiopskich migrantów, a ponad 90 osób zostało rannych. 

## Szczegóły zamachu
Wybuch spowodowały granaty zdetonowane w odstępie dwóch minut w miejscu koncentracji etiopskich emigrantów. Zdaniem wiceprezydenta Puntlandu Hassana Dahira Afqura większość ofiar pochodziła z Etiopii (z grupy etnicznej Oromo) i podróżowała przez Boosaaso do Jemenu w celach zarobkowych. 

## Odpowiedzialność
Do zamachu przyznała się somalijska grupa terrorystyczna Al-Shabaab. Według podanego przez internet oświadczenia, atak przeprowadzono w Boosaaso, „ponieważ potwierdzono, że to miejsce zamieszkują etiopscy żołnierze, którzy porwali ich żony podczas walk w Mogadiszu” a ponadto „etiopscy i puntlandzcy żołnierze oddają się tam gorszącym rozrywkom”. Dalszy ciąg głosił:
"to było ostrzeżenie dla puntlandzkiego rządu, który odnosił się z sympatią do naszego historycznego wroga, armii etiopskiej”.

## Reakcja władz
Miejscowe władzy oceniły ten zamach jako jeden z najstraszniejszych w rejonie. Burmistrz Boosaaso wezwał wszystkie służby medyczne do pomocy poszkodowanym. Wiceprezydent Puntlandu potępił ataki i ogłosił podjęcie działań przeciwko Al-Shabaab.